# Mabank, Texas
Mabank là một thị trấn thuộc quận Kaufman, tiểu bang Texas, Hoa Kỳ. Năm 2010, dân số của thị trấn này là 3035 người.

## Dân số
- Dân số năm 2000: 2151 người.
- Dân số năm 2010: 3035 người.